# Suimanga gorjablanc
El suimanga gorjablanc (Chalcomitra adelberti) és un ocell de la família dels nectarínids (Nectariniidae).

## Hàbitat i distribució
Habita els boscos de Guinea, Sierra Leone, Libèria, Costa d'Ivori, Ghana, Togo, Benin i sud-est de Nigèria.